# Liao Yu-cheng
Liao Yu-Cheng (chinesisch 廖昱誠, Pinyin Liào Yùchéng; * 16. November 1992) ist ein taiwanischer Eishockeytorwart, der seit 2020 für KCG in der Siam Hockey League spielt.

## Karriere
Liao Yu-Cheng begann seine Karriere als Eishockeyspieler beim Klub Silver Monster, für den er bis 2018 spielte. 2014 wurde er mit der Mannschaft taiwanischer Meister. 2019 wechselte er in die Siam Hockey League, wo er zunächst für Novotel spielte. Seit 2020 steht er beim Ligakonkurrenten KCG auf dem Eis.

### International
Im Juniorenbereich spielte Liao für Taiwan bei den U18-Weltmeisterschaften 2008, 2009 und 2010 sowie bei der U20-Weltmeisterschaft 2011 jeweils in der Division III. Zudem vertrat er die Inselrepublik beim U20-IIHF Challenge Cup of Asia 2012.
Mit der taiwanischen Herren-Auswahl nahm Liao zunächst am IIHF Challenge Cup of Asia 2013, 2014, als er die geringste Gegentorrate des Turniers aufwies, 2015 und 2016, als er neben der geringsten Gegentorrate auch die beste Fangquote des Turniers aufwies, teil. Dabei konnte er mit seiner Mannschaft jeweils den Titel erringen. 2017 spielte er dann erstmals bei den Winter-Asienspielen und der Weltmeisterschaft der Division III, als er zum besten Torwart des Turniers gewählt wurde. Auch 2018 stand er in der Division III auf dem Eis. Zudem vertrat er seine Farben bei der Olympiaqualifikation für die Winterspiele in Peking 2022.
Bei der U18-Weltmeisterschaft der Division III 2017 war er Assistenztrainer der Taiwaner.

## Erfolge und Auszeichnungen
- 2013 Gewinn des IIHF Challenge Cup of Asia
- 2014 Taiwanischer Meister mit dem Silver Monster
- 2014 Gewinn des IIHF Challenge Cup of Asia
- 2014 Geringste Gegentorrate des IIHF Challenge Cup of Asia
- 2015 Gewinn des IIHF Challenge Cup of Asia
- 2016 Gewinn des IIHF Challenge Cup of Asia
- 2016 Beste Fangquote und geringste Gegentorrate des IIHF Challenge Cup of Asia
- 2017 Bester Torwart der Weltmeisterschaft der Division III